# Giommaria Mameli
Giommaria Mameli dei Mannelli (Gairo, 19 luglio 1675 – Cagliari, 1751) è stato un politico italiano.

## Biografia
Nato a Gairo il 19 luglio 1675, divenne notaio presso Tortolì. L'Imperatore Carlo VI d'Asburgo lo elevò  al rango di nobile, lo fece suo console alla Corte Sabauda di Torino, poi Ufficiale della Segreteria di Stato e di Guerra del Regno di Sicilia a Palermo e poi suo segretario particolare onorario. Mameli si sposò con una nobile spagnola e divenne padre di sette figli da cui discenderà Goffredo Mameli. 
Morì a Cagliari nel 1751.